# Ликнадес
Ликнадес (грч. Λικνάδες) је насељено место у општини Горуша у периферији Западна Македонија, Грчка. Према попису из 2021. године било је 11 становника.
Према бугарском географу и историчару, Василу Канчову, у Ликнадесу је 1900. године живело 150 Грка. Ликнадес се налази у области Населица, која је некада била насељена словенским становништвом које је касније хеленизовано.